# Statue équestre du maréchal Joffre
La statue équestre du maréchal Joffre est une sculpture équestre du maréchal Joseph Joffre réalisée par le sculpteur Maxime Real del Sarte, inaugurée le 10 juin 1939.

## Historique
En 1936, le président du comité formé pour l’érection d’un monument au maréchal Joffre demande l’attribution d’un emplacement. Il suggère la porte Maillot, où le maréchal a été accueilli le 28 juillet 1919, le jour du défilé de la Victoire. Le conseil municipal prend en considération les demandes du comité. Le service d’architecture conduit alors une étude pour trouver un emplacement ; la statue est finalement placée près des marches donnant accès au Champ-de-Mars.
L’inauguration est souhaitée pour la fin de l’année 1938 ; dans ce but, Real del Sarte demande les autorisations nécessaires pour obtenir la pierre pour finir la statue. Le 10 juin 1939, un décret d’hommage public est publié et le monument est inauguré, sous la présidence d’Albert Lebrun. Deux bas-reliefs de bronze étaient initialement placés sur le socle en granit.

## Localisation
L'œuvre est située au bout du Champ-de-Mars, sur la place Joffre, devant l'École militaire à Paris. Elle se trouve dans le même axe que la Statue équestre du Maréchal Foch de la place du Trocadéro-et-du-11-Novembre. Le monument est inclus dans l'espace du Grand Palais Éphémère inauguré en 2021.

## Galerie

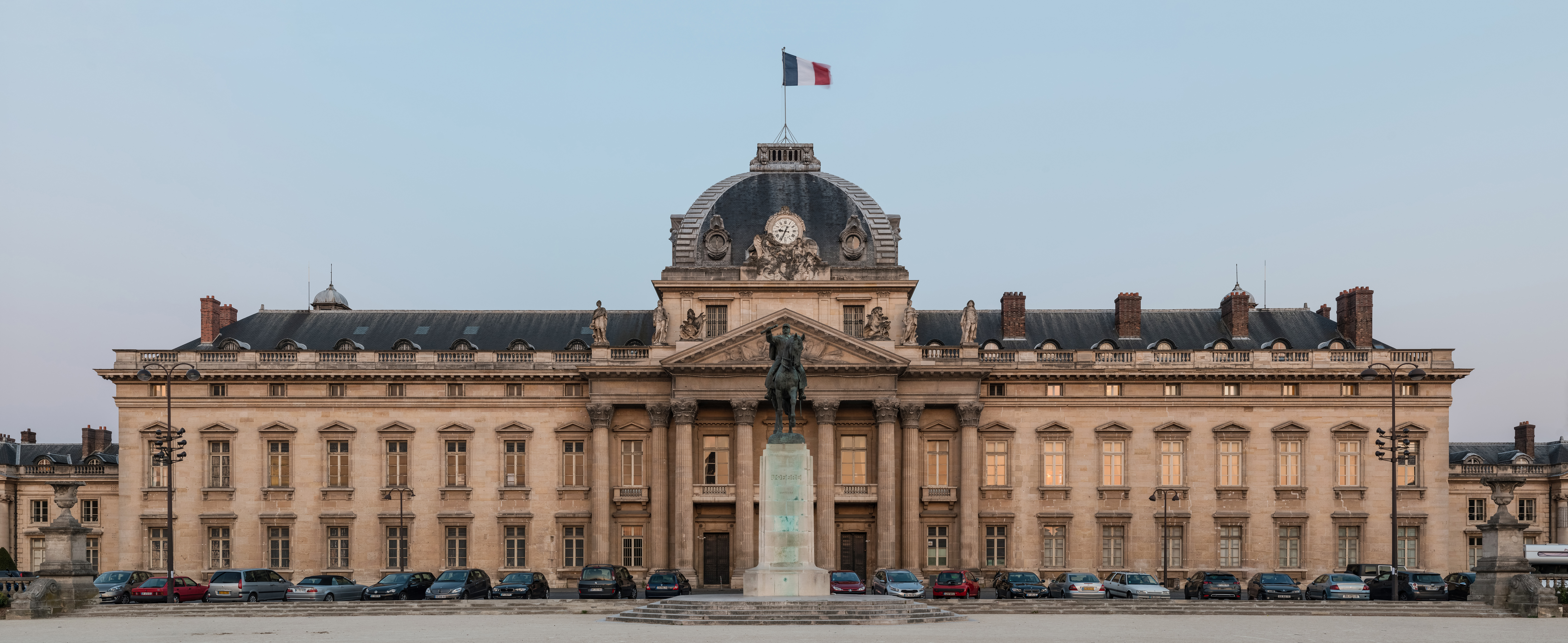
La statue équestre devant l'École militaire.
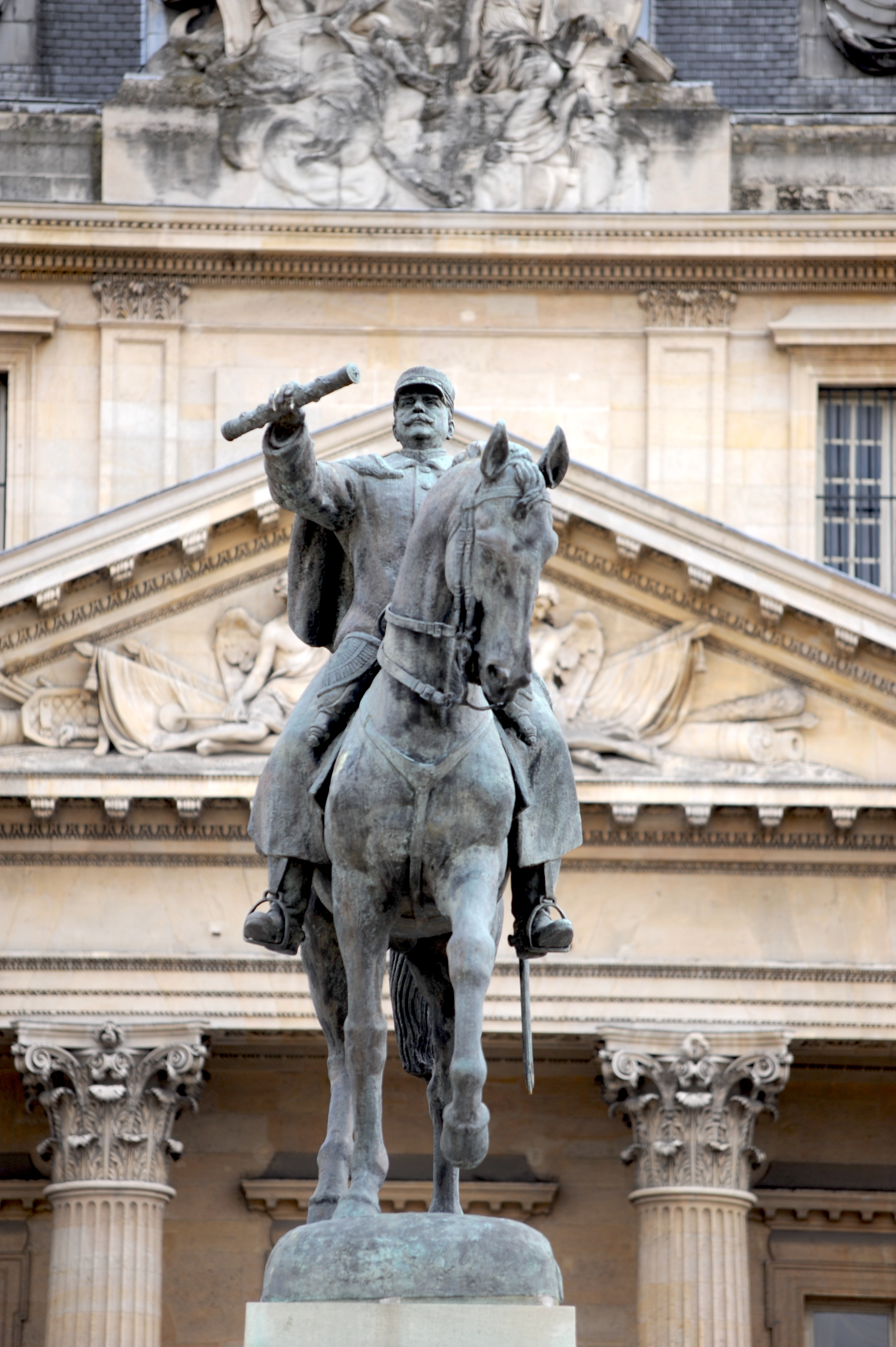
La statue équestre du maréchal Joffre devant l'École militaire, en avril 2010.
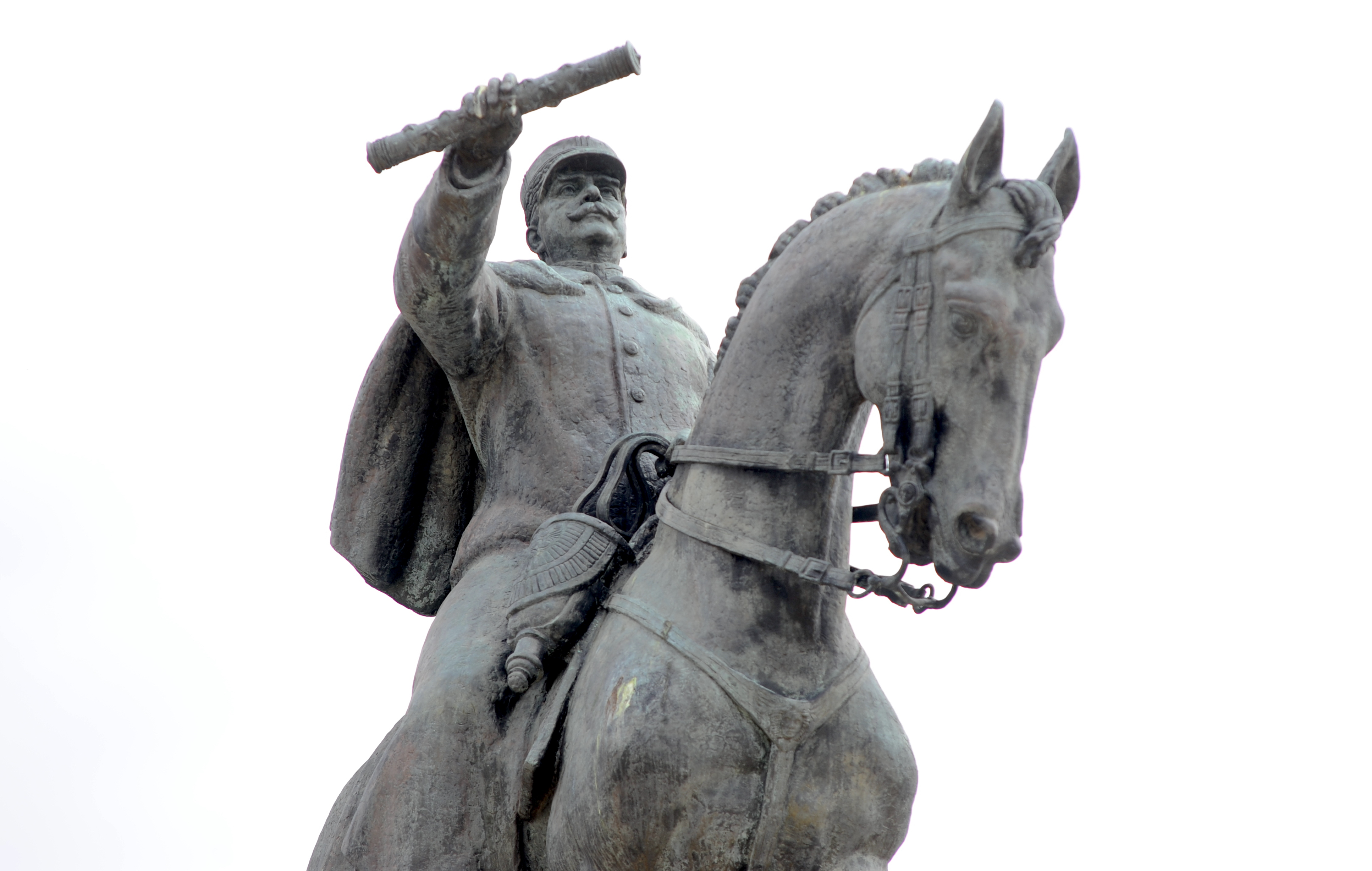
La statue équestre du maréchal Joffre en avril 2010.
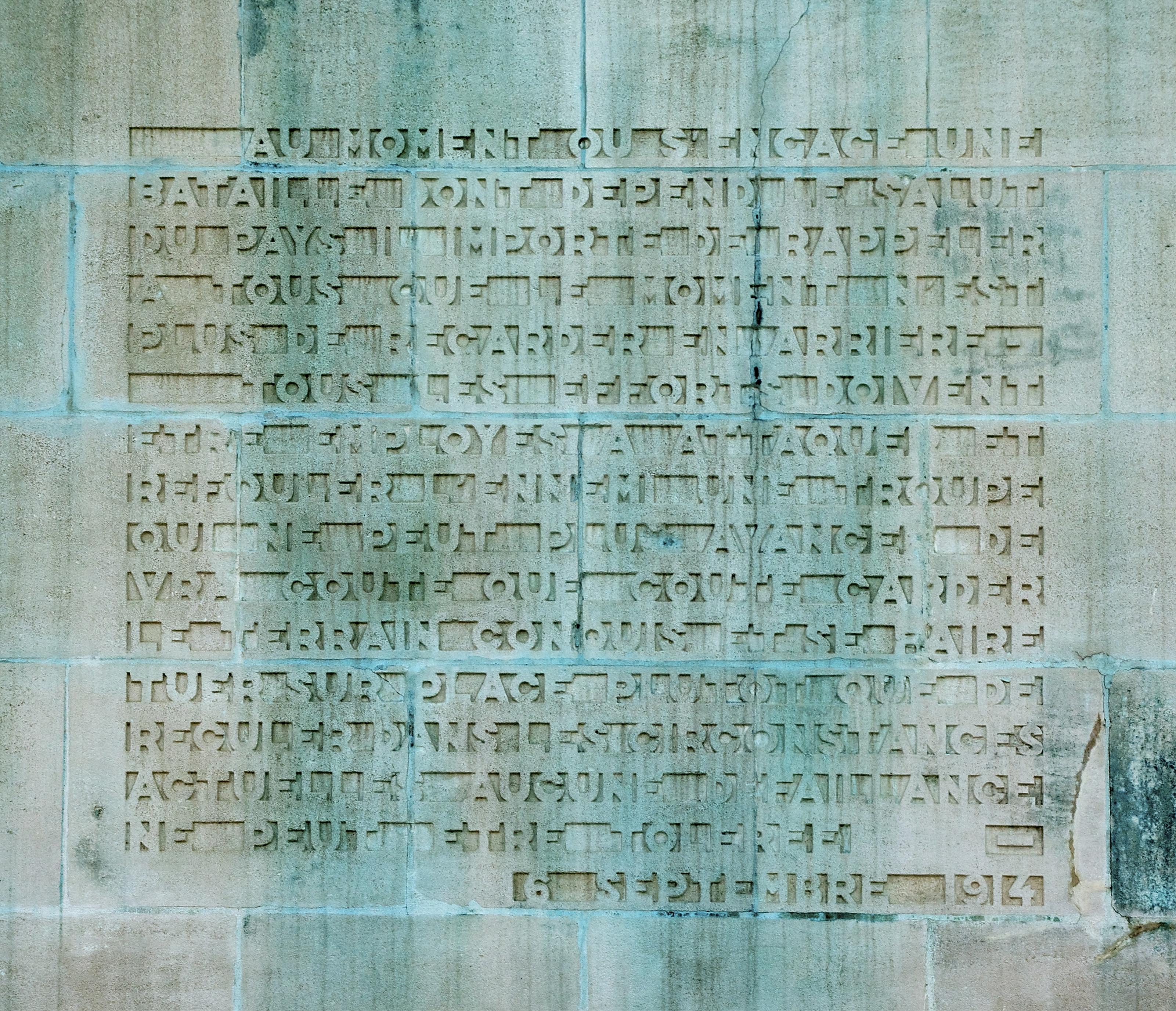
Ordre du jour du 6 septembre 1914 gravé sur le socle.
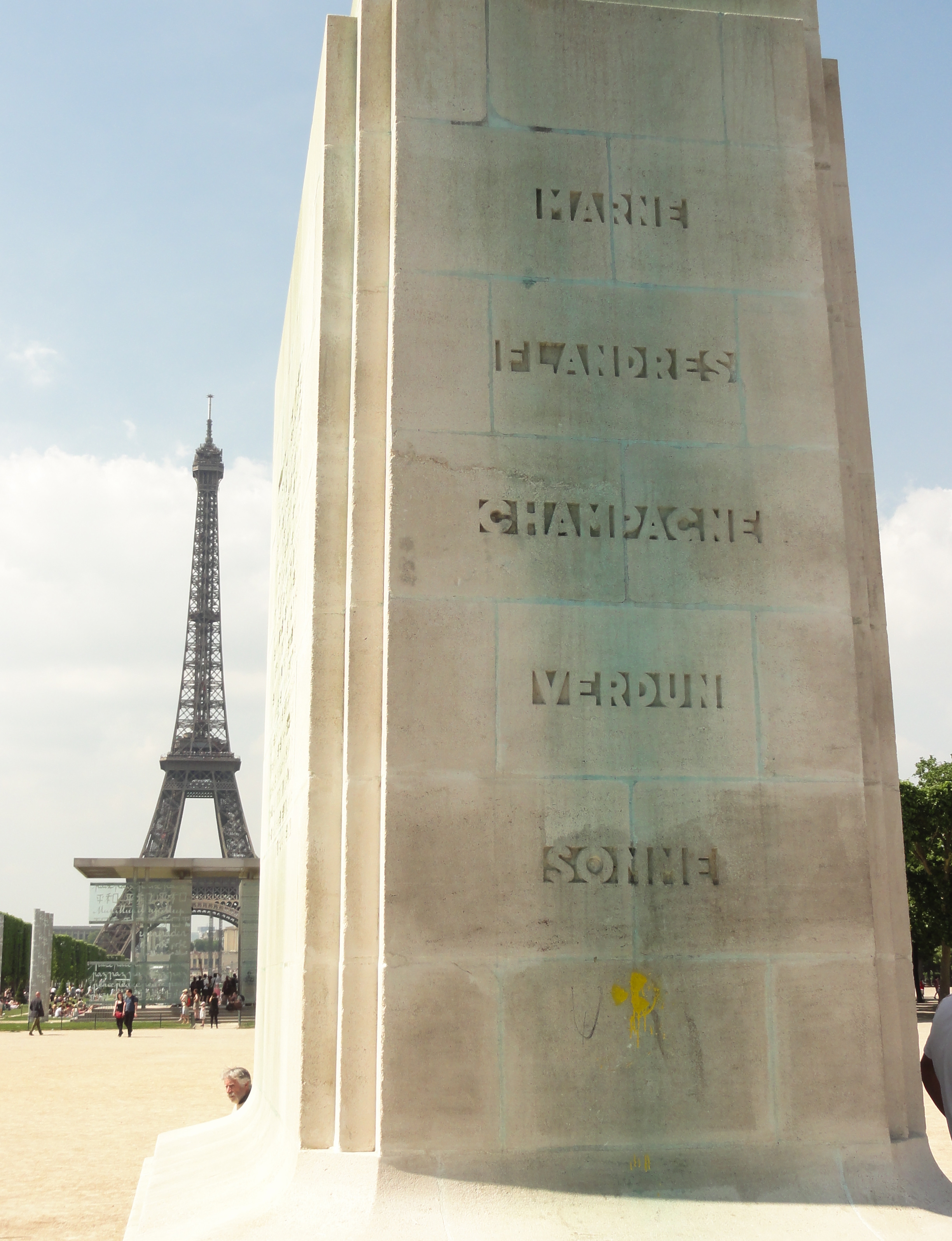
Le socle avec les principales batailles du Maréchal.
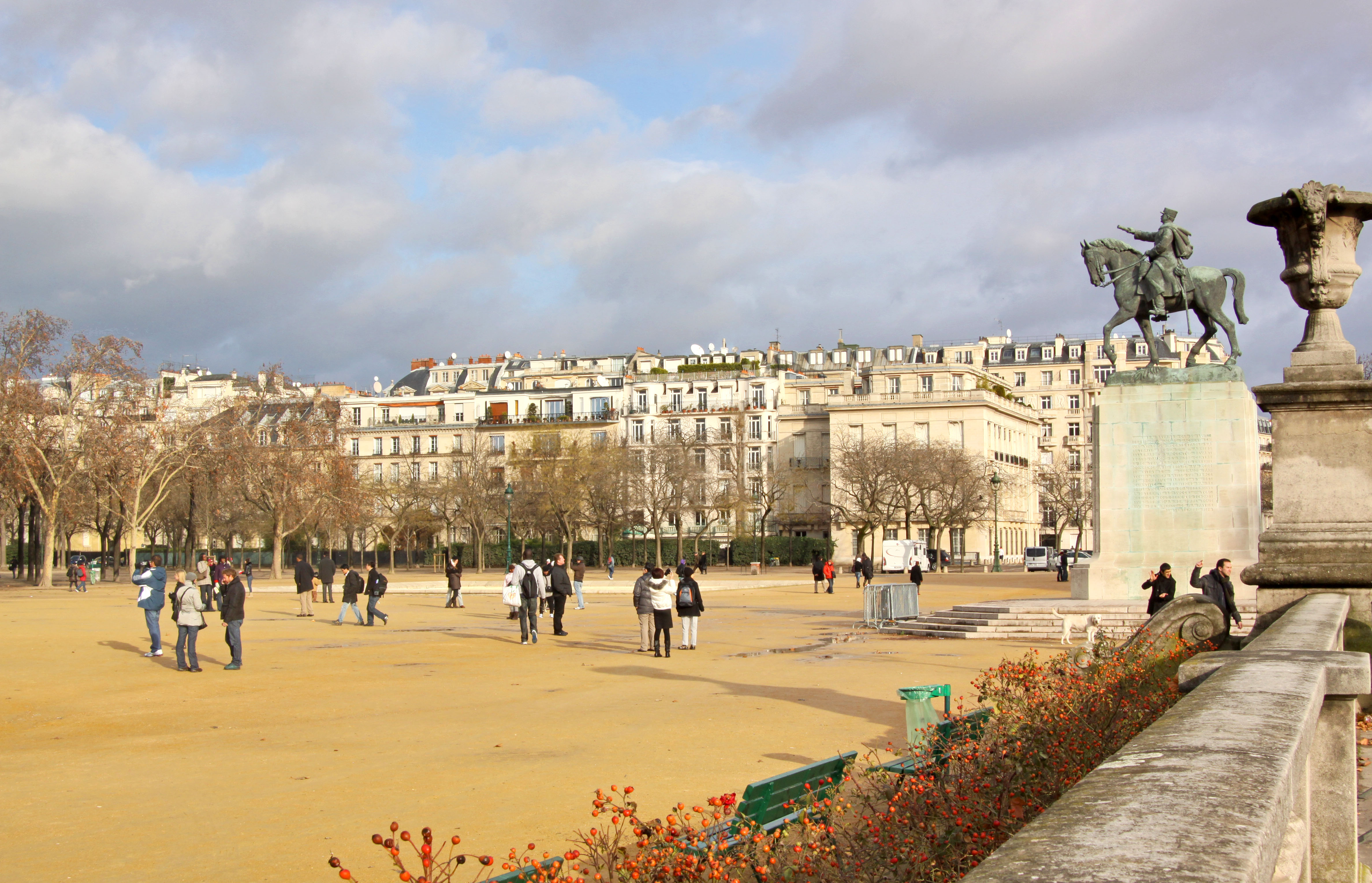
La statue sur le Champ-de-Mars.